# Раздутое программное обеспечение
Раздутое программное обеспечение (англ. bloatware, fatware, elephantware) — программа, имеющая слишком много дополнительных функций, на работу которых уходит непропорционально много ресурсов системы, в особенности если эти функции не нужны или малополезны для работы программы (такие функции часто называют «gimmicks» (англ.), «bells and whistles» (англ.), дословно: «бубенчики и свистульки»).
У английского термина bloatware (также англ. crapware, shovelware) существует также второе значение, которое относится к ресурсоёмкому предварительно установленному программному обеспечению, которое пользователю не нужно, но навязывается ему производителями компьютеров, планшетов, смартфонов и т. д.

## Общее описание
Основное различие между строителями и программистами состоит в том, что строители знают, когда нужно положить последний кирпич, а программисты — нет. Каждая новая версия программы добавляет что-то к старой. «Вавилонская башня» растет как на дрожжах и в какой-то момент начинает падать.
Каждая программа будет расширяться, пока не научится читать почту. Программы, которые не могут так расшириться, заменяются теми, которые могут.
Технически раздутое программное обеспечение чаще всего ассоциируется с понятием «расползание возможностей», или «ползучий улучшизм» («feature creep, creeping featurism/featuritis» (англ.)), которое обозначает тенденцию разработчиков добавлять в программный продукт больше и больше возможностей в попытке «не отстать от конкурентов», однако приводящую фактически к созданию более медленного и менее эффективного изделия. Согласно озвученным в 2002 году данным исследований, только 20—25 % функций программных продуктов использовались всегда или часто, тогда как до 45 % функций вообще никогда не использовались. По мнению Мартина Фаулера, большинство проектов должны были бы иметь лишь четверть от их существующего размера.
Раздувание сказывается не только на производительности программ: увеличение объёма программного кода приводит к росту затрат на его обслуживание и развитие. К тому же плохо проработанные дополнительные функции могут стать источником уязвимостей.
Вклад в «раздувание возможностей» вносит также «эффект второй системы», описанный Фредериком Бруксом ещё в 1975 году: программист, разрабатывающий свою вторую систему, склонен добавлять все те возможности, которые он не смог добавить в свою первую систему (из-за нехватки времени), поэтому вторая система часто получается перегруженной возможностями.

## Известные ИТ-специалисты о раздувании программ
Никлаус Вирт в 1996 году написал статью «Долой „жирные программы“», подняв проблему программ, для которых рост требований к ресурсам превышает рост их функциональных возможностей и производительности. Термин «жирные программы» (fatware) позаимствован им из статьи в журнале Byte 1993 года.
Вирт указал на два шутливых «закона», которые тем не менее верно отражают ситуацию:
- Закон Паркинсона: программное обеспечение увеличивается в размерах до тех пор, пока не заполнит всю доступную на данный момент память.
- Закон Рейзера: программное обеспечение замедляется более быстро, чем аппаратура становится быстрее[11].

Два фактора вносят вклад в приятие потребителями программного обеспечения всё более растущих размеров: быстро увеличивающаяся аппаратная производительность и игнорирование принципиальной разницы между жизненно важными возможностями и теми, которые «хорошо бы иметь».
Натан Мирволд использовал выражение «software is a gas» («программа — это газ»), чтобы описать следующий феномен: вне зависимости от степени усовершенствования аппаратного обеспечения разработчики всегда имеют тенденцию добавлять функциональность, чтобы заставить свои программы натолкнуться на границы этой производительности.

## Отношение к раздуванию программного обеспечения
Подгонка старых программ под новые машины обычно означает такие изменения, при которых новые машины работают как старые.
Пользователи, как правило, относятся к раздутому программному обеспечению отрицательно. По мнению Джоэла Спольски, они это делают зря, по следующим причинам:
- С прогрессом микроэлектроники аппаратное обеспечение, на котором новая версия способна работать, часто оказывается даже дешевле. Например, Excel 1.0 потреблял 36 долл. дискового пространства по ценам 1993 года, Excel 2000 — 1,03 долл. по ценам 2000 года.
- Оптимизация экономически оправдана только в ключевых точках программы. Вовремя вышедшая программа важнее хорошо оптимизированной (в крайнем случае можно выпустить патч).
- Хотя типичный пользователь использует 20 % функций, у разных пользователей эти 20 % разные. Поэтому, если написать облегчённую программу, в которой реализованы только 20 % функций, есть риск сильно сузить круг её пользователей.

## Примеры
| Версия Windows       | Процессор | Память | Размер на диске |
| -------------------- | --------- | ------ | --------------- |
| Windows 95           | 25 MHz    | 4 MB   | ~50 MB          |
| Windows 98           | 66 MHz    | 16 MB  | ~200 MB         |
| Windows 2000         | 133 MHz   | 32 MB  | 650 MB          |
| Windows XP (2001)    | 233 MHz   | 64 MB  | 1.5 GB          |
| Windows Vista (2007) | 800 MHz   | 512 MB | 15 GB           |
| Windows 7 (2009)     | 1 GHz     | 1 GB   | 16 GB           |
| Windows 8 (2012)     | 1 GHz     | 1 GB   | 16 GB           |
| Windows 10 (2015)    | 1 GHz     | 1 GB   | 16 GB           |
| Windows 11 (2021)    | 1 GHz     | 4 GB   | 64 GB           |

Сайт Switched Downloadsquad опубликовал в 2008 году примеры наихудших программ в категории «elephantware», то есть «раздутых программ, которые заставляют новейшие персональные компьютеры загружаться подобно Pentium 2 с 64 MB оперативной памяти». Были названы следующие программы:
- Acrobat Reader
- iTunes
- RealPlayer
- Internet Explorer
- Microsoft Outlook[25].

Хорошим примером, иллюстрирующим рост требований, являются системные требования для установки ОС фирмы Microsoft. Как видно, их рост происходил явно непропорционально появлению новых возможностей. При этом следует иметь в виду, что отчасти это объясняется «усечением» возможностей Windows в зависимости от лицензии, в то время как основные системные файлы остаются в прежнем количестве. Минимальные требования для Windows 10 остались теми же, что Windows 7, в то время как пользователи и тестировщики отмечают фактический рост потребления памяти. Следовательно, сохранение минимальных требований носит в известной части рекламный характер.
Часто в качестве примеров неоправданного раздувания приводится Nero Burning ROM. В течение жизненного цикла пакет этой программы обзавёлся графическим и звуковым редактором, аудио- и видеоплеером, а также альтернативной версией программы записи с упрощённым интерфейсом, всё это снабжалось специальной программой-оболочкой для запуска и имело сложные графические стили оформления.

## Противодействие раздуванию
Прямой противоположностью раздувания является принцип KISS, запрещающий усложнение систем, если они и так хорошо работают. Также против раздувания направлен первый принцип философии Unix.
В 2014 году Южная Корея законодательно обязала разработчиков ПО для смартфонов обеспечить возможность принудительного удаления нежелательного раздутого ПО («unnecessary pre-installed bloatware»). Этот шаг был вызван участившейся практикой предварительной установки на смартфоны ненужного ресурсоёмкого программного обеспечения, не поддающегося удалению стандартными средствами.